# کبیاچوو
کبیاچوو (به لاتین: Kebyachevo) یک منطقهٔ مسکونی در روسیه است که در باشقیرستان واقع شده‌است.